# Breaza (Prahova)
Pour les articles homonymes, voir Breaza.
Breaza est une ville roumaine du județ de Prahova, dans la région historique de Valachie et dans la région de développement du Sud.

## Géographie
La ville de Breaza est située dans le nord-est du județ, en Munténie (Grande Valachie), sur la rive gauche de la Prahova, à l'entrée de la rivière vers les Carpates du Sud, à 5 km au nord-est de Câmpina et à 40 km au nord-est de Ploiești, le chef-lieu du județ. La moyenne annuelle des températures est de 9,3 °C avec une moyenne maximale de 19,6 °C en juillet et une moyenne minimale de −1,9 °C en janvier.
La municipalité est composée des localités suivants (population en 1992) :
- Breaza de Jos (2 297) ;
- Breaza de Sus (10 903), siège des autorités ;
- Frăsinet ;
- Gura Beliei ;
- Irimești ;
- Nistorești (957) ;
- Podu Corbului ;
- Podu Vadului ;
- Surdești ;
- Valea Târsei.

## Histoire
La première mention écrite de la ville date de 1503, dans un document où il est fait mention d'un marchand du nom de Neagoe de Breaza. En 1667, la contrée est un fief de Elena Cantacuzino, fille de Radu X Șerban prince de Valachie et, en 1717, le fief est donné par Nicolas Mavrocordato à Iordache Crețulescu.
En 1928, la ville est classée comme station thermale. Ses eaux sont réputées dans le traitement des maladies du système nerveux et cardio-vasculaires ainsi que du stress. De nombreux Bucarestois y font construire des résidences secondaires et, en 1952, Breaza obtient le statut de ville.

## Politique
| Période | Période  | Identité                | Étiquette | Qualité |
| ------- | -------- | ----------------------- | --------- | ------- |
|         | 2012     | Costin Răzvan Bălășescu |           |         |
| 2012    | 2016     | Costin Răzvan Bălășescu |           |         |
| 2016    | En cours | Gheorghe Richea         | PSD       |         |

## Démographie

### Ethnies
En 2011, 96,84 % de la population de la commune s'identifient comme Roumains, alors que 0,14 % appartient à une autre communauté et que 3,01 %
de la population refuse de répondre à la question.

### Religions
En 2011, 95,98 % de la population de la commune s'identifient orthodoxes, alors que 0,95 % de la population identifient avec une autre religion et que 3,06 % de la population refuse de répondre à la question.

## Économie
L'économie de la commune repose sur l'agriculture et le tourisme thermal. À Breaza est installé le collège militaire Dimitrie-Cantemir.

## Communications

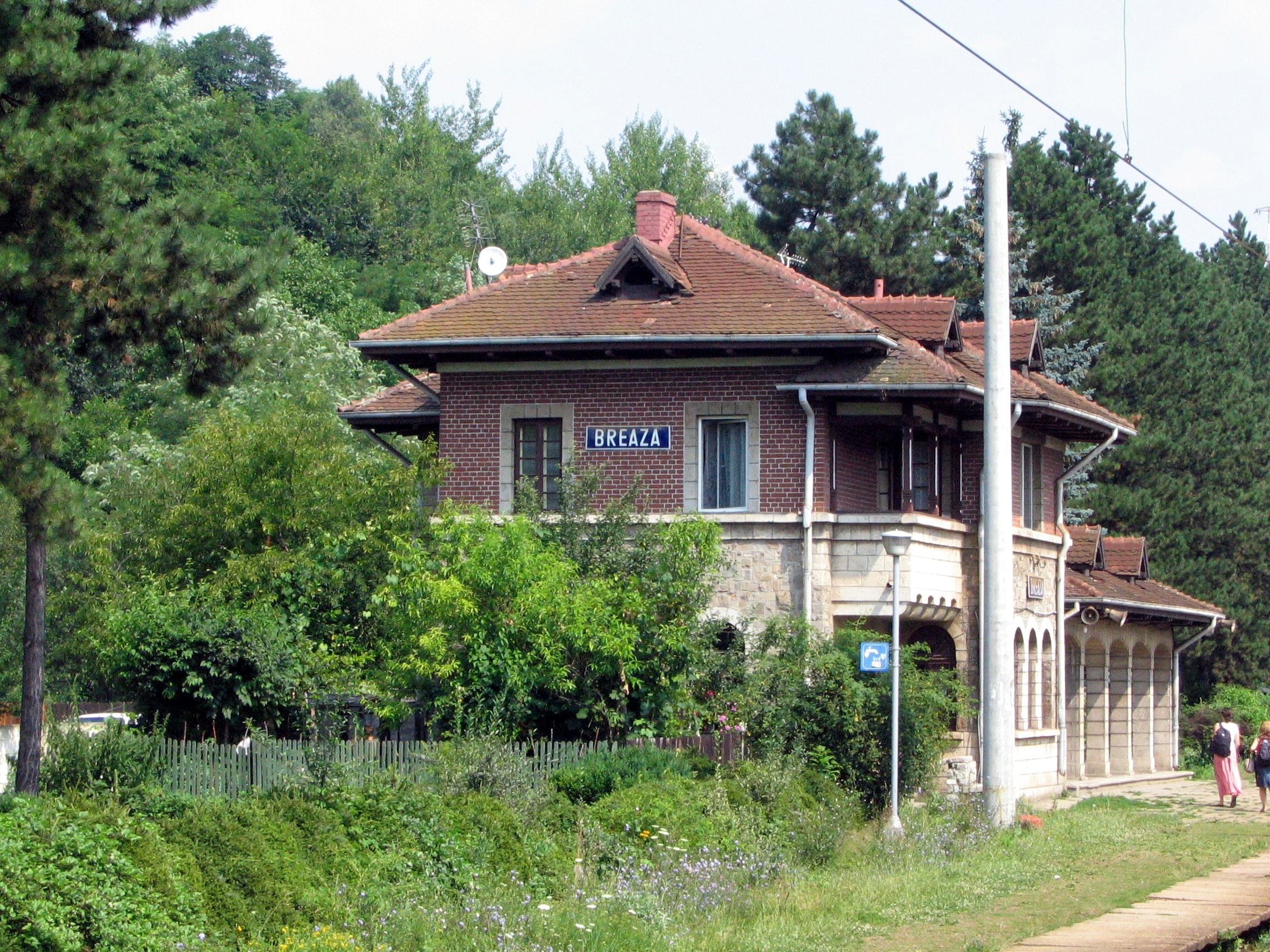
Gare de Breaza.

### Routes
Breaza est située sur la route nationale DN1 (Route européenne 60) Bucarest-Ploiești-Brașov.

### Voies ferrées
Breaza est desservie par la ligne 300 des Chemins de fer roumains Bucarest-Ploiești-Brașov.

## Lieux et monuments

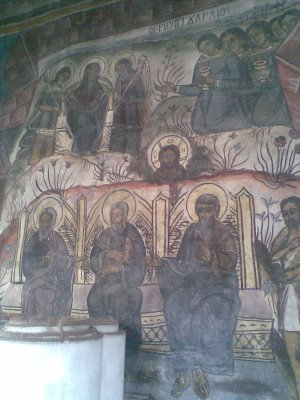
Fresques de l'église St-Nicolas.

- Église orthodoxe St-Nicolas avec des fresques du XVIIIe siècle ;
- Manoir Toma Cantacuzino avec son parc du XVIIe siècle ;
- Église St-Georges de 1830 avec des fresques de Radu Vintilescu ;
- Église de la Transfiguration (Schimbarea la Fața) de 1892.

## Jumelages
- Kawasaki (Japon)[réf. nécessaire]
- Give (en) (Danemark) depuis 2001 par des accords signés entre les villes de Give, Breaza, Câmpina et Sinaia. Depuis 2007, Give est intégrée dans la ville de Vejle.
- Pionki (Pologne)

## Sports
Le club de football de Breaza, le CS Tricolorul Breaza joue dans le championnat roumain de deuxième division durant la saison 2009-2010.